# Вінер Шпорт-Клуб
«Вінер Шпорт-Клуб» (нім. Wiener Sport-Club) — професіональний австрійський футбольний клуб з міста Відень.

## Історія
Найстаріший австрійський спортивний клуб засновано 24 лютого 1883 року як «Віденський велосипедний клуб» (нім. Wiener Cyclisten Club). Під сучасною назвою клуб функціонує з 25 лютого 1907 року. В 1886 було відкрито ще дві секції: гімнастики та фехтування. В різні роки при клубові існувало багато різноманітних секцій з: гімнастики, фехтування, гандболу, тенісу, настільного тенісу, легкої атлетики, баскетболу, водних та зимових видів спорту. Наприклад, у 1932 році «Вінер Шпорт-Клуб» в усіх видах виграв 170 нагород, із них 72 найвищого ґатунку. В 1951 баскетбольна команда виграла чемпіонат Австрії.
Футбольна команда при клубі була заснована у 1904 році. Значним поштовхом у розвитку клубного футболу було об'єднання в 1907 році «Віденського велосипедного клубу» з фінансово неспроможньою «Віденською спортивною асоціацією» (нім. Wiener Sportvereinigung), яка мала чудову футбольну команду (володар Кубка виклику 1905 року). Цей титул зараховується до трофеїв «Вінер Шпорт-Клубу». 
У 1909 новостворений клуб доходить до фіналу Кубка виклику, а через два роки здобуває цей трофей. В перших трьох чемпіонатах Австрії команда займала відповідно друге, третє та четверте місця. З початком Першої світової війни майже всіх гравців забрали в армію. За основну команду здебільшого грали вчорашні юніори. 
У перші післявоєнні роки «Вінер Шпорт-Клуб» досяг значних успіхів у австрійському футболі. Тричі команда грає у фіналі національного кубка (одна перемога і дві поразки), двічі стає третім призером чемпіонату країни. А в 1922 році випередивши «Хакоах» та «Рапід» здобуває свій перший чемпіонський титул.
Найкращим періодом для клубу стала друга половина 50-х років. Два переможних поспіль чемпіонати були виграні з вражаючими показниками: 40 перемог, 11 нічиїх і лише одна поразка.
В 70-х роках «Вінер Шпорт-Клуб» двічі грає у фіналах кубка Австрії. У 90-і значно погіршилися фінанси клубу, команда двічі пережила банкрутство. Зараз команда грає у регіональній лізі (третій за рангом лізі австрійського футболу).

## Досягнення та титули
- Чемпіон Австрії (3): 1922, 1958, 1959
- Віце-чемпіон Австрії: 1912, 1938, 1955, 1960, 1969, 1970, 1979
- Третій призер чемпіонату Австрії: 1913, 1920, 1924, 1940, 1963
- Володар кубка Австрії (1): 1923
- Фіналіст кубка Австрії: 1919, 1921, 1937, 1938, 1969, 1972, 1977
- Володар кубка виклику (1): 1905, 1911
- Фіналіст кубка виклику: 1909

## Найкращі бомбардири чемпіонату Австрії
- 2 —  Еріх Хоф: 1959 (32), 1963 (21)
- 1 —  Франц Єлінек: 1942 (18)
- 1 —  Вальтер Хорак: 1958 (34)
- 1 —  Вольфганг Гайєр: 1965 (18)
- 1 —  Гюнтер Кальтенбруннер: 1970 (22)

## Відомі гравці
- Вальтер Науш (1925—1929) — капітан «вундертима».
- Курт Шмідт (1947—1952) — один з найкращих воротарів в історії австрійського футболу, 38 матчів за збірну.
- Еріх Хоф (1953—1969) — за збірну Австрії 37 матчів (28 голи), найкращий бомбардир в історії клубу.
- Фінн Лаудруп (1968—1970)
- Горст Бланкенбург (1968—1969)
- Петер Пакульт (1981—1984) — результативний форвард.
- Ганс Кранкль (1986—1988) — володар «Золотої бутси-1978»